# Les Métairies
Les Métairies és un municipi francès situat al departament del Charente i a la regió de la Nova Aquitània. L'any 2007 tenia 532 habitants.

## Demografia

### Població
El 2007 la població de fet de Les Métairies era de 532 persones. Hi havia 222 famílies de les quals 50 eren unipersonals (29 homes vivint sols i 21 dones vivint soles), 90 parelles sense fills, 75 parelles amb fills i 7 famílies monoparentals amb fills.
La població ha evolucionat segons el següent gràfic:
Habitants censats

### Habitatges
El 2007 hi havia 241 habitatges, 218 eren l'habitatge principal de la família, 8 eren segones residències i 15 estaven desocupats. 232 eren cases i 10 eren apartaments. Dels 218 habitatges principals, 178 estaven ocupats pels seus propietaris, 33 estaven llogats i ocupats pels llogaters i 7 estaven cedits a títol gratuït; 7 tenien dues cambres, 15 en tenien tres, 66 en tenien quatre i 130 en tenien cinc o més. 173 habitatges disposaven pel capbaix d'una plaça de pàrquing. A 82 habitatges hi havia un automòbil i a 124 n'hi havia dos o més.

### Piràmide de població
La piràmide de població per edats i sexe el 2009 era:
| Homes | Edats   | Dones |
| ----- | ------- | ----- |
| 0     | 95 o +  | 0     |
| 0     | 90 a 94 | 0     |
| 4     | 85 a 89 | 4     |
| 4     | 80 a 84 | 0     |
| 8     | 75 a 79 | 4     |
| 16    | 70 a 74 | 8     |
| 4     | 65 a 69 | 8     |
| 4     | 60 a 64 | 4     |
| 32    | 55 a 59 | 24    |
| 28    | 50 a 54 | 16    |
| 40    | 45 a 49 | 44    |
| 16    | 40 a 44 | 8     |
| 16    | 35 a 39 | 20    |
| 24    | 30 a 34 | 4     |
| 28    | 25 a 29 | 16    |
| 8     | 20 a 24 | 28    |
| 20    | 15 a 19 | 28    |
| 16    | 10 a 14 | 12    |
| 16    | 5 a 9   | 24    |
| 12    | 0 a 4   | 8     |

## Economia
El 2007 la població en edat de treballar era de 354 persones, 251 eren actives i 103 eren inactives. De les 251 persones actives 228 estaven ocupades (116 homes i 112 dones) i 24 estaven aturades (11 homes i 13 dones). De les 103 persones inactives 55 estaven jubilades, 23 estaven estudiant i 25 estaven classificades com a «altres inactius».

### Ingressos
El 2009 a Les Métairies hi havia 242 unitats fiscals que integraven 592 persones, la mediana anual d'ingressos fiscals per persona era de 17.905 €.

### Activitats econòmiques
Dels 14 establiments que hi havia el 2007, 1 era d'una empresa alimentària, 1 d'una empresa de fabricació d'altres productes industrials, 5 d'empreses de construcció, 3 d'empreses de comerç i reparació d'automòbils, 1 d'una empresa de transport, 1 d'una empresa d'hostatgeria i restauració, 1 d'una empresa de serveis i 1 d'una empresa classificada com a «altres activitats de serveis».
Dels 4 establiments de servei als particulars que hi havia el 2009, 1 era una fusteria, 1 lampisteria, 1 electricista i 1 perruqueria.
L'any 2000 a Les Métairies hi havia 12 explotacions agrícoles.

## Equipaments sanitaris i escolars
El 2009 hi havia una escola elemental.

## Poblacions més properes
El següent diagrama mostra les poblacions més properes.